# Mạng lưới tre
Mạng lưới tre (tiếng Anh: Bamboo network, tiếng Trung giản thể: 竹网, bính âm: zhú wǎng) hay Cộng đồng người Hoa (tiếng Anh: Chinese Commonwealth) là thuật ngữ được sử dụng để chỉ sự kết nối của các doanh nghiệp được điều hành bởi cộng đồng Hoa kiều ở Đông Nam Á. Mạng lưới tre liên kết hoạt động kinh doanh của Hoa kiều ở Đông Nam Á bao gồm Myanmar, Malaysia, Indonesia, Thái Lan, Việt Nam, Philippines và Singapore với các nền kinh tế của Đại Trung Hoa (Trung Quốc đại lục, Hồng Kông, Ma Cao và Đài Loan). Người Hoa đóng một vai trò kinh tế quan trọng ở Đông Nam Á. Doanh nghiệp Hoa kiều chiếm đa số trong nền kinh tế Singapore, Miến Điện, Việt Nam, Thái Lan, Malaysia, Philippines, Campuchia và Inđônêxia từ thế kỷ 19 và ngày nay có ảnh hưởng kinh tế mạnh mẽ trong khu vực. Bước sang thế kỷ 21, mạng lưới tre là động lực giúp nền kinh tế Trung Hoa đại lục mở rộng sang Đông Nam Á. Hoa kiều đóng vai trò quan trọng trong việc duy trì, phát triển, kết nối các nền kinh tế trong khu vực.

## Cấu trúc
Các doanh nghiệp Hoa kiều ở khu vực Đông Nam Á thường thuộc sở hữu gia đình và quản lý thông qua một hệ thống quan liêu tập trung. Các doanh nghiệp được truyền từ thế hệ này sang thế hệ khác. Các doanh nghiệp này thường hoạt động dưới dạng các doanh nghiệp vừa và nhỏ, chứ không phải là các doanh nghiệp lớn tập trung ở các nước Đông Á khác như Nhật Bản và Hàn Quốc. Mạng lưới tre cũng có tính xuyên quốc gia, điều này có nghĩa là chuyển hướng lưu chuyển vốn, thông tin, hàng hoá và dịch vụ có thể thúc đẩy sự linh hoạt và hiệu quả tương đối giữa các thỏa thuận chính thức và các giao dịch do các công ty gia đình thực hiện. Các mối quan hệ kinh doanh dựa trên mô hình Nho giáo. Việc nuôi dưỡng các mối quan hệ cá nhân như một yếu tố quan trọng để thành công trong kinh doanh. Đối với người Trung Quốc, một mạng lưới mạnh mẽ luôn là một trụ cột quan trọng của văn hoá kinh doanh Trung Quốc (theo niềm tin của Nho giáo).
Phần lớn hoạt động kinh doanh của mạng lưới tre được tập trung ở các thành phố lớn của khu vực như Mandalay, Jakarta, Singapore, Bangkok, Kuala Lumpur, Thành phố Hồ Chí Minh và Manila.

## Lịch sử
Mạng lưới tre đã đóng một vai trò trong đời sống thương mại của Đông Nam Á trước thời đại thuộc địa của châu Âu. Vào đầu những năm 1400, Đô đốc Hải quân Trung Quốc tên Trịnh Hòa theo lệnh của Minh Thái Tổ đã đem ba trăm tàu chiến đến khu vực Đông Nam Á. Trong chuyến thám hiểm hàng hải của mình trên khắp Đông Nam Á, Trịnh Hòa phát hiện ra một khu vực Hoa kiều phát triển thịnh vượng trên đảo Java, Indonesia. Ngoài ra, ngoại thương Vương quốc Tabanan của Indonesia được điều hành bởi một người Trung Quốc giàu có, các cộng đồng Trung Quốc nhỏ bé khác. Người nhập cư Trung Quốc từ miền Nam Trung Quốc định cư tại Campuchia, Indonesia, Malaysia, Philippines, Singapore, Thái Lan và Việt Nam thành lập doanh nghiệp và thành công trong kinh doanh. Họ thành lập một nước quốc gia có tên Cộng hòa Lan Phương kéo dài từ năm 1777 đến năm 1884. Hoa kiều ở Đông Nam Á đã tăng lên nhanh chóng sau chiến thắng của Cộng sản trong cuộc Nội chiến Trung Quốc năm 1949 buộc nhiều người tị nạn di cư ra khỏi Trung Quốc. Mạng lưới tre đã bị ảnh hưởng mạnh mẽ bởi Nho giáo trong việc thúc đẩy lòng hiếu thảo và chủ nghĩa thực dụng đối với bối cảnh kinh doanh.